# Pedro Sarsfield
Pedro Sarsfield foi Vice-rei de Navarra. Exerceu o vice-reinado de Navarra em 1834, 1835 e 1836 de forma interina (fontes divergem a respeito do período certo, algumas consideram que ele exerceu o cargo apenas uma vez).